# شهرنوش بارسي بور
شهرنوش بارسي بور(بالفارسية: شهرنوش پارسی پور) ( 17 فبراير 1946) كاتبة ومؤلفة ومترجمة إيرانية.

## النشأة والحياة المهنية
ولدت شهرنوش ونشأت في طهران.حصلت على درجة البكالوريوس في علم الاجتماع من جامعة طهران عام 1973 ودرست اللغة الصينية والحضارة في جامعة السوربون من 1976 حتى 1980. كان كتابها الأول ( الكرة الحمراء الصغيرة 1969) عبارة عن قصة موجهة للشباب. تم نشر أولى قصصها القصيرة في أواخر الستينيات. نُشرتفي وقتٍ مبكر قصة قصيرة لها في مجلة جونغ إي أصفهان 9 (يونيو 1972)، ضمن عدد خاص يضم أشكال مختلفة من القصة القصيرة لكتاب مختلفين مثل: إسماعيل فصيح، هوشانغ كلشيري ، تقي المدرسي، بهرام صادقي، و غلام حسين الساعدي . ثم تتابع نشر أعمالها بدءً من روايتها ( عروض تجريبية   - 1970) تبعتها رواية ( الكلب والشتاء الطويل ) ، التي نشرت في عام 1976. حتى عام 1977 الذي نشرت فيه مجلدًا مجلدًا من القصص القصيرة بعنوان (أقراط قلادة كريستال).

## المؤلفات

### الروايات
- نساء بلا رجال (رواية 1990) ترجمها إلى العربية: عبد الكريم بدرخان، وصدرت عن دار «صفحة سابعة» في السعودية 2019. [2]
- توبا ومعنى الليل (رواية - 1989- طوبی ومعنای شب (داستان بلند)
- العقل الأزرق (رواية - 1994 - عقل آبی (داستان بلند)
- المغامرات البسيطة والصغيرة لروح الشجرة (رواية - 1999 - ماجراهای ساده وکوچک روح درخت (داستان بلند)
- الكلب والشتاء الطويل (رواية - 1974- سگ وزمستان بلند (داستان بلند)
- (رواية - 2009 - آسیه در میان دو دنیا (داستان بلند)
- (خيال علمي - 1999 - شیوا (داستان دانش)
- مذكرات السجن (مذكرات - 1996) خاطرات زندان
- (رواية - 2002) بربال باد نشستن (داستان بلند)

### قصص قصيرة
- عرض تجريبي (novella - 1975 - تجربه های آزاد (داستانک)
- Cristal Pendants (قصص قصيرة - 1974 - آویزه های بلور (مجموعه داستان)
- (قصة قصيرة للأطفال - 1969 - توپک قرمز)
- حفل الشاي بحضور الذئب (قصص قصيرة - 1993 - آداب صرف چای در حضور گرگ
- رجال من حضارات مختلفة (نوفيلا - 1993 - ترجمة: ستيف ماكدويل وأفشين الناصري داستان های مردان تمدن های مختلف)

### أعمال مترجمة
- علم التنجيم الصيني، باولا ديلسوس (1975) - من اللغة الإنجليزية
- طانيوس كليف (1991) أمين معلوف   - من الفرنسية صخره تانیوس نوشته امین مالوف، ترجمه از فرانسه ٌ
- صيد السحر، (1990) بقلم شيرلي جاكسون   - من اللغة الإنجليزية
- تاريخ الصين (1995) - من حروب الأفيون حتى الثورة الثقافية 4 مجلدات من الفرنسية
- تاريخ الصين للشباب، (1990) - من الفرنسية
- خوارق اللاشعور، من سلسلة ما أعرفه، (1990) من الفرنسية
- السفر إلى الغرب (1995) بقلم Wu Chengnen ، مترجم من الفرنسية
- ردف الخادمة، (2004) بقلم روبرت كوفر

## روابط خارجية
- شهرنوش بارسي بور على موقع IMDb (الإنجليزية)
- شهرنوش بارسي بور على موقع الموسوعة البريطانية (الإنجليزية)
- شهرنوش بارسي بور على موقع ألو سيني (الفرنسية)
- شهرنوش بارسي بور على موقع ألو سيني (الفرنسية)
- شهرنوش بارسي بور على موقع أول موفي (الإنجليزية)
- شهرنوش بارسي بور على موقع قاعدة بيانات الأفلام السويدية (السويدية)
- شهرنوش بارسي بور على موقع كينوبويسك (الروسية)